# Протасовский сельсовет (Гомельская область)
Протасовский сельсовет (бел. Прата́саўскі сельсаве́т) — административная единица на территории Октябрьского района Гомельской области Беларуси. Административный центр — агрогородок Рассвет.

## История
20 июня 1985 года из Протасовского сельсовета в состав Октябрьского сельсовета переданы 3 населённых пункта (деревни Оземля, Ратмировичи и посёлок Ратмиров). 

## Состав
Протасовский сельсовет включает 12 населённых пунктов:
- Заозерщина — деревня.
- Зуб-Буда — деревня.
- Истопки — деревня.
- Мойсеевка — агрогородок.
- Мошны — деревня.
- Протасы — деревня.
- Рассвет — агрогородок.
- Романищи — деревня.
- Слободка — деревня.
- Сапейков — деревня.
- Углы — деревня.
- Чёрные Броды — деревня.

## Культура
- Комплексный музей "Спадчына" ГУО "Рассветовская СШ" (1995 г.) в аг. Рассвет

## Достопримечательность
- На станции Чёрные Броды в честь подвига танкистов установлен обелиск в виде танка Т-34